# Carmine Gallone
Carmine Gallone (ur. 10 września 1885 w Taggii, zm. 4 kwietnia 1973 we Frascati) – włoski reżyser i scenarzysta filmowy, twórca pierwszego w historii europejskiego dźwiękowego filmu muzycznego Neapol, śpiewające miasto z roku 1930 z Janem Kiepurą w głównej roli męskiej.

## Kariera
Gallone wyreżyserował ponad 120 filmów podczas swej pięćdziesięcioletniej kariery. Wśród nich: Avatar w 1916, Dzieje grzechu w 1918, Neapol, śpiewające miasto w 1930 (pierwszy w historii europejski dźwiękowy film muzyczny), Scypion Afrykański w 1937, Don Camillo i poseł Peppone w 1955, Kurier carski w 1956, Don Camillo prałatem w 1961.
Jego filmy czterokrotnie były nagradzane na Międzynarodowym Festiwalu Filmowym w Wenecji (1935, 1936, 1937, 1942).